# Вја Пењати (Верона)
Вја Пењати је насеље у Италији у округу Верона, региону Венето.
Према процени из 2011. у насељу је живело 18 становника. Насеље се налази на надморској висини од 255 м.